# 福島市立蓬萊小学校
福島市立蓬萊小学校（ふくしましりつ ほうらいしょうがっこう）は、福島県福島市にある公立小学校である。

## 概要
福島市南部に造成された蓬萊団地の人口増加に伴い、近隣の田沢にあった福島市立清沢小学校を廃し新たに引き継ぐ形で設置された小学校であり、団地中心部に位置する。2020年5月1日現在、13学級244名の児童が在籍する。開校後、団地の人口増加に伴い、1980年代には県下最大のマンモス校となり、1982年に学区を分割する形で福島市立蓬萊東小学校が新設された。しかし、その後の団地内の少子高齢化により両行とも児童数の減少が続いている。

## 沿革
- 1973年4月1日 - 開校。同時に福島市立蓬莱幼稚園が付設される。
- 1982年4月 - 児童数増加により学区を分割する形で福島市立蓬莱東小学校が新設される。
- 2004年3月 - 蓬莱幼稚園が廃止される。

## 学校行事
| - 4月 - 5月 - 6月 | - 7月 - 8月 - 9月 | - 10月 - 11月 - 12月 | - 1月 - 2月 - 3月 |

## 通学区域
- 蓬莱地区
  - 清水町
  - 蓬萊町一丁目
  - 蓬莱町二丁目
  - 蓬莱町三丁目（1～5番及び13番）
  - 蓬莱町四丁目（1～3番、4番1号、4番10～19号、5～8番及び14番）
  - 田沢（字神ノ前、木曽内入、木曽内、木曽内前、中ノ町、桜台のうち38番地の1～13、手代森）[2]

## 進学先中学校
- 福島市立蓬萊中学校[3]

## 学区 / 校区内の主な施設
- 蓬萊団地
- 福島市役所蓬莱支所・福島市蓬莱学習センター
- 蓬莱中央公園
- 蓬莱郵便局
- いちい蓬莱店
- 福島県警察学校
- NECプラットフォームズ福島事業所

## 交通
- JR福島駅より約8㎞、福島交通路線バス南蓬莱団地線蓬莱小前下車後徒歩2分[4]。

## 出身者
- 萩原美樹子（元プロバスケットボール選手）
- 双大竜亮三（大相撲力士、時津風部屋）